# 李厚高
李厚高（1926年10月21日—2006年3月13日）湖北省松滋縣人 ，畢業於臺灣省立行政專科學校及國立中興大學法商學院（今國立臺北大學）財政科，系。經歷過稅監處處長、台灣省政府專員、財政廳秘書、稅務處副處長、處長、省稅務局局長、省財政廳副廳長、廳長、省政府秘書長、行政院秘書長、蒙藏委員會委員長兼行政院政務委員，基層經驗與理論學養俱備。
2001年獲第一屆國立臺北大學傑出校友。

## 學歷
- 1950年－1951年：台灣省立行政專校（今國立臺北大學）財政科
- 1955年－1957年：台灣省立法商學院（後為國立中興大學法商學院）學士
- 1958年－1959年：美國華盛頓美利堅大學研究院財稅行政研究生
- 民國59年 革命實踐研究院高級行政管理班第二期結業

## 經歷
- 民國38年－41年：台北市稅捐稽徵處事務員、稅務員、主任
- 民國41年－45年：台北縣稅捐稽徵處處長
- 民國45年－51年：台灣省政府專員
- 民國51年－64年：台灣省政府財政廳秘書、副處長、處長
- 民國64年－65年：台灣省稅務局局長
- 民國65年－76年：臺灣省財政廳副廳長、廳長
- 民國76年－81年：台灣省政府委員兼秘書長
- 民國81年－82年：台灣省政府秘書長
- 民國82年－83年：行政院秘書長
- 民國83年－86年：蒙藏委員會委員長兼政務委員

## 外部連結
- 李厚高

| 官衔          | 官衔                                                | 官衔          |
| ------------- | --------------------------------------------------- | ------------- |
| 行政院        |                                                     |               |
| 前任： 王昭明 | 行政院秘書長 第十六任 1993年2月26日－1994年12月14日 | 繼任： 趙守博 |